# 穆罕默德·阿纳斯
穆罕默德·阿纳斯·亚希亚（Muhammed Anas Yahiya，1994年9月17日—），印度男子田径运动员，2018年亚洲运动会混合4×400米接力金牌得主、男子400米和男子4×400米接力银牌得主、2022年亚洲运动会男子4×400米接力金牌得主。